# Fire with Fire
Fire with Fire (br Brincando com Fogo) é um filme de drama romântico de 1986 produzido nos Estados Unidos, dirigido por Duncan Gibbins com atuações de Virginia Madsen, Craig Sheffer, Kate Reid, Kari Wuhrer, Tim Russ e D. B. Sweeney.